# Seututie 704
Pour les articles homonymes, voir Route 704.
La route régionale 704 (finnois : Seututie 704) est une route régionale à Vaasa en Finlande.

## Description
La route commence à la route régionale 715, qui sert de route parallèle aux routes nationales 3 et 8, et se termine à l'aéroport de Vaasa. 
La route fait environ 1,5 kilomètre de long et est à deux voies.